# Torpedo (equip ciclista)
L'equip Torpedo va ser un equip ciclista alemany, de ciclisme en ruta que va competir entre 1957 i 1967.

## Principals resultats
- Volta a Suïssa: Hans Junkermann (1962)
- Tour de l'Oise: Klaus Bugdahl (1963), Peter Glemser (1967)
- Volta a Colònia: Horst Oldenburg (1964), Peter Glemser (1966)
- Tour del Nord-oest de Suïssa: Horst Oldenburg (1966)

### A les grans voltes
- Giro d'Itàlia
  - 0 participacions

- Tour de França
  - 0 participacions

- Volta a Espanya
  - 0 participacions